# Xanılı
Xanılı è un comune dell'Azerbaigian situato nel distretto di Cəlilabad. Conta una popolazione di 344 abitanti.